# Cotesia dictyoplocae
Cotesia dictyoplocae är en stekelart som först beskrevs av Watanabe 1940.  Cotesia dictyoplocae ingår i släktet Cotesia och familjen bracksteklar. Inga underarter finns listade i Catalogue of Life.